# Mys Gyurgyany
Mys Gyurgyany är en udde i Azerbajdzjan.   Den ligger i distriktet Baku, i den östra delen av landet, 40 km öster om huvudstaden Baku.
Terrängen inåt land är platt. Närmaste större samhälle är Zyrya, 6,0 km väster om Mys Gyurgyany. 